# Vodafone
Vodafone (skrótowiec od ang. voice, data, fone) – międzynarodowy operator telefonii komórkowej, którego zarząd znajduje się w Newbury w Wielkiej Brytanii oraz w Düsseldorfie w Niemczech. Vodafone jest drugim po China Mobile, największym na świecie przedsiębiorstwem zajmującym się usługami telekomunikacyjnymi. Posiada oddziały w 27 krajach świata, w kolejnych 33 – umowy partnerskie z lokalnymi sieciami. W latach 2006–2013 przedsiębiorstwo sponsorowało zespół Formuły 1 McLaren.
Akcje Vodafone notowane są m.in. na London Stock Exchange oraz na NASDAQ.
Vodafone powstało w 1983 jako część (spółka zależna) Racal Elektronics PLC, założonej w 1950 brytyjskiej firmy produkującej m.in. radary oraz elektronikę, uzyskując w tym roku licencję na budowę pierwszej sieci telefonii komórkowej w Wielkiej Brytanii. Obecnie Racal jest konglomeratem ok. 150 niezależnych przedsiębiorstw, działa poprzez sieć spółek zależnych w Wielkiej Brytanii, USA, Europie i Azji.
Prekursorem Vodafone była jedna z firm zależnych od Racal – British Communication Corporation Ltd., założona bezpośrednio po zakończeniu II wojny św. przez Tadeusza Heftmana i brytyjskiego oficera bezpieczeństwa J. Timsa, po rozwiązaniu Polskich Wojskowych Warsztatów Radiowych (właśc. Polskich Wojskowych Warsztatów Radiotechnicznych).

## Vodafone w Europie
Vodafone działa obecnie w Europie w następujących krajach:
| Państwo         | Nazwa sieci                              | Własność | Klienci                      | Udział w rynku; Pozycja | Lokalni konkurenci             |
| --------------- | ---------------------------------------- | -------- | ---------------------------- | ----------------------- | ------------------------------ |
| Albania         | Vodafone                                 | 99,9%    | 919 000                      | 48%; 2/2                | AMC                            |
| Austria         | A1                                       | 0%       | --                           | 38,7%; 1/4              | T-Mobile, Orange, Three        |
| Belgia          | Proximus                                 | 0%       | --                           | 48,7%; 1/4              | Base, Orange                   |
| Bułgaria        | Mobiltel                                 | 0%       | 4 000 000                    | 52,5%; 1/4              | GloBul, Vivatel                |
| Chorwacja       | VIPnet                                   | 0%       | --                           | 42,9%; 2/3              | T-Mobile, Tele2                |
| Cypr            | Cytamobile-Vodafone                      | 0%       | --                           | 89,5%; 1/2              | Areeba                         |
| Cypr Północny   | KKTC Vodafone                            | 100%     | brak danych                  | ?;2/2                   | KKTCell                        |
| Czechy          | Vodafone (Oskar)                         | 100%     | 2 413 000                    | 19,62%; 3/3             | O2, T-Mobile.                  |
| Dania           | TDC Mobil                                | 0%       | --                           | 41,4%; 1/4              | Sonofon, Telia, Three          |
| Estonia         | Elisa Oyj (Radiolinja)                   | 0%       | --                           | ?%; 1/3                 | Tele2, EMT                     |
| Finlandia       | Elisa Oyj (Radiolinja)                   | 0%       | --                           | 30%; 1/3                | Sonera, Finnet                 |
| Francja         | SFR                                      | 43,9%    | 17 101 000 (30 czerwca 2005) | 36%; 2/3                | Orange, Bouygues Télécom       |
| Grecja          | Vodafone (Panafon)                       | 99,9%    | 4 955 000                    | 35,6%; 2/4              | Cosmote, Wind, Q-telecom       |
| Hiszpania       | Vodafone (Airtel)                        | 100%     | 14 464 000                   | 33,1%; 2/4              | Movistar, Orange, Yoigo, Simyo |
| Islandia        | Vodafone (Og Vodafone; Tal, Íslandssími) | 0%       | --                           | 35%; 2/2                | Síminn, Sko, HIVE              |
| Irlandia        | Vodafone (Eircell)                       | 100%     | 2 178 000                    | 51%; 1/4                | O2, Meteor, Three              |
| Łotwa           | Bitė Latvija                             | 0%       | --                           | ?%; 3/3                 | LMT GSM, Tele2                 |
| Litwa           | Bitė Lietuva                             | 0%       | --                           | ?%; 2/3                 | Tele2, Omnitel                 |
| Luksemburg      | LUXGSM                                   | 0%       | --                           | 64%; 1/5                | Tango, VOXmobile               |
| Holandia        | Vodafone (Libertel)                      | 99,9%    | 3 817 000                    | 24,2%; 2/4              | KPN, T-Mobile, Orange          |
| Niemcy          | Vodafone (D2)                            | 100%     | 30 622 000                   | 35,64%; 2/4             | T-Mobile, O2                   |
| Portugalia      | Vodafone (Telecel)                       | 100%     | 4 618 000                    | 37,2%; 2/3              | TMN, Optimus                   |
| Rumunia         | Vodafone (Connex)                        | 100%     | 7 717 000                    | 45,4%; 2/5              | Orange, Cosmote, Zapp Mobile   |
| Słowenia        | Si.mobil-Vodafone                        | 0%       | --                           | 24,9%; 2/3              | Mobitel                        |
| Szwecja         | Telenor (Vodafone; Europolitan)          | 0%       | --                           | 16%; 3/4                | Telia, Tele2, Three,           |
| Szwajcaria      | Swisscom                                 | 0%       | --                           | 62%; 1/3                | Orange SA, TDC, Tele2          |
| Turcja          | Vodafone(Telsim)                         | 100%     | 12 748 000                   | 24%; 2/3                | Turkcell, Avea                 |
| Ukraina         | Vodafone                                 | 100%     | 19 700 000                   | 60%; 1/2                | Kyivstar                       |
| Węgry           | Vodafone                                 | 100%     | 2 134 000                    | 21,41%; 3/3             | T-Mobile, Pannon               |
| Wielka Brytania | Vodafone                                 | 100%     | 16 939 000                   | 24%; 2/5                | O2, T-Mobile, Three, Orange UK |
| Włochy          | Vodafone (Omnitel)                       | 76,86%   | 20 129 000                   | 35%; 3/4                | Iliad, TIM, Wind Tre           |
| Wyspy Owcze     | Vodafone (do 2008 Kall)                  | 0%       | --                           | 20%                     | Føroya Tele                    |

### Vodafone w Polsce
Vodafone był współzałożycielem i do 9 listopada 2011 roku współwłaścicielem polskiej spółki Polkomtel, operatora sieci Plus. We wstępnej fazie sprzedaży polskiego operatora spekulowano, że to Vodafone może przejąć kontrolę nad Polkomtelem; ostatecznie jednak spółka sprzedana została podmiotowi gospodarczemu kontrolowanemu przez Zygmunta Solorza-Żaka. W marcu 2013 roku została podpisana umowa partnerska Vodafone z Plusem.

## Vodafone w Australii i Oceanii
Vodafone działa obecnie w następujących krajach:
| Państwo       | Nazwa sieci | Własność | Klienci | Udział w rynku; Pozycja | Lokalni konkurenci  |
| ------------- | ----------- | -------- | ------- | ----------------------- | ------------------- |
| Nowa Zelandia | Vodafone    | 100%     | --      | ?%; 2/2                 | New Zealand Telecom |